# Estudos sobre diversidade sexual
Os estudos sobre diversidade sexual (também chamados de estudos LGBT ou estudos queer) são estudos voltados para as questões relacionadas à orientação sexual e identidade de gênero, geralmente com foco em pessoas LGBT. 
Originalmente centrada na história LGBT e teoria literária, o campo se expandiu para incluir o estudo acadêmico das questões levantadas na biologia, sociologia, antropologia, história da ciência, filosofia, psicologia, sexologia, ciência política, ética e outros campos para um exame da identidade, vivência, história e percepção das pessoas queer. Marianne LaFrance, o ex-presidente da Larry Kramer Initiative for Lesbian and Gay Studies na Universidade de Yale, diz: "Agora que estamos pedindo não apenas" O que faz com que a homossexualidade? [Mas também] "O que faz com que a heterossexualidade?" e "Porque é que a sexualidade tão central em perspectiva de algumas pessoas?'".
Estudos queer não é o mesmo que a teoria queer, um ponto de vista analítica dentro dos estudos queer (centrado em estudos literários e filosofia) que desafia as categorias "socialmente construídas" de identidade sexual.

## Atividade cultural
O termo diversidade sexual é mais usado em assuntos relacionando à militância, artes e ciências; o emprego correto do termo é exemplificado como "Festival Mix Brasil da Diversidade Sexual", ou seja, uma mostra de cinema e vídeo sobre gays, lésbicas, bissexuais, travestis e transgêneros. Esse festival custeia uma produção de aproximadamente 150 filmes por ano, em sua maioria curtas-metragens estando presente nas salas de cinema de capitais e cidades do Brasil. Além de cinema, o festival foi o primeiro a trazer ao Brasil manifestações como a famosa Parada da Diversidade, Mercado Mundo Mix e elaborou um site que contém alta rotatividade de informações.
O festival, tem hoje versões nas cidades de Brasília, Porto Alegre, Recife e Campinas, e prioriza discutir a diversidade sexual.